# لوتس
لوتس (به آلمانی: Lütz) یک شهر در آلمان است که در کوخم-تسل واقع شده‌است. لوتس ۳۸۲ نفر جمعیت دارد.